# Flaga Poznania
Flaga Poznania – jeden z symboli miejskich Poznania w postaci flagi ustanowiony uchwałą rady miejskiej nr LXXX/1202/V/2010 z 9 listopada 2010.

## Wygląd i symbolika
Flaga Poznania jest prostokątnym płatem materiału barwy białej z umieszczonym pośrodku herbem miasta. Herb Poznania przedstawia w błękitnym polu, białą blankowaną bramę miejską z trzema basztami. Nad najwyższą środkową (z oknem) znajduje się gotycka tarcza herbowa z orłem piastowskim. Na mniejszych bocznych wieżach znajdują się postacie świętych w białych szatach: Święty Piotr (z kluczem) po heraldycznej lewej i Święty Paweł z Tarsu (z mieczem) po heraldycznej prawej. W bramie znajdują się złote skrzyżowane klucze, nad którymi widnieje złoty krzyż równoramienny (grecki). Bocznie od niższych baszt widnieją złote gwiazdy i półksiężyce. Całość elementów herbu spięta jest złotą koroną.

## Historia
Flaga wzorowana jest na sztandarze miasta znajdującym się w Urzędzie Miejskim. Wcześniejszy sztandar i flaga przedstawiały obramowany na złoto herb znajdujący się na błękitnym tle.